# Delahaye Type 3
Der Delahaye Type 3 ist ein frühes Pkw-Modell. Hersteller war Automobiles Delahaye in Frankreich.

## Beschreibung
Die Fahrzeuge wurden zwischen 1898 und 1901 hergestellt. Als bis dahin stärkstes Modell dieses Herstellers gab es keinen Vorgänger.
Sein Zweizylinder-Ottomotor war in Frankreich mit 12 CV eingestuft. Er ist hinten im Fahrgestell eingebaut und treibt die Hinterachse an. Das Fahrzeug ähnelt dem Delahaye Type 1 und dem Delahaye Type 2. Die Lenkung wurde überarbeitet und größere Reifen wurden verwendet. Einige Ausführungen waren Frontlenker. Der Motor ist größer und stärker als im Vorgängermodell. 130 mm Bohrung und 175 mm Hub ergeben 4646 cm³ Hubraum. Der Motor leistet 12 PS.
Die Spurweite beträgt 142 cm. Bekannt sind die Karosseriebauformen Break mit zwei Längsbänken und Kleinbus mit Platz für sechs Personen. 45 km/h Höchstgeschwindigkeit sind möglich.
190 cm Radstand und 142 cm Spurweite entsprechen Type 1 und Type 2.
Insgesamt entstanden 25 Fahrzeuge. Damit ist das Modell von den vier ersten Delahaye-Typen mit Heckmotor das seltenste.